# Expletive infixation
Expletive infixationは、文字通り、虚辞（Expletive）、ここでは冒涜的で卑猥な言葉（Profanity）を、通常意味を強めるために、語の中に挿入（Infixation）するプロセスのこと。
- unbelievable（信じられない） → un-fucking-believable（ニュアンス的に、くそ信じられない）

## 概略
挿入される虚辞は形容詞的なものが多い。
- 分詞（fucking、mother-fucking, freaking, blooming, bleeding, damned）
- 形容詞（bloody）

発音が変わることもある。（fucking → fuckin'）
ほとんどの話者は幼児期まではこうしたExpletive infixationを使わないが、一度使い出すと、容易に新しい語を作ることができ、Expletive infixationを許容する判断は定着する。これは虚辞の配置の法則が、恣意的でなく英語の音韻論の原則に依っていることを暗示している。
簡単な法則は、音節の境界、普通は主要な強勢（アクセント）のある音節の前に挿入することである。たとえば、「ab-so-lute-ly」（太字は強勢のある音節）の場合、「ab-fuckin'-solutely」より「abso-fuckin'-lutely」の方が好まれる。しかし、この法則は不十分で、「un-believable」と「un-fuckin'-believable」には適用できないが、「unbe-fuckin'-lievable」にはならないので、たとえば強勢以上に形態素の境界に法則を修正してもいい。ジョン・マッカーシー（John McCarthy (linguist)）が提示した理論は韻律に基づいている。

## 例
- fan-fucking-tastic - 映画『愛と追憶の日々』（1983年）および『ディパーテッド』（2006年）
- Ah, so loverly, sittin' abso-bloomin'-lutely still... - ミュージカル『マイ・フェア・レディ』の曲『Wouldn't It Be Loverly?』
- the emanci-mother-fuckin'-pator of the slaves - ミュージカル『ヘアー』
- ri-goddamn-diculous - 映画『オースティン・パワーズ：デラックス』他。酔っぱらったジョン・ウェインが予備役将校訓練課程の卒業生に贈った言葉と言われる。「くそばかばかしい」という意味。